# Prima ballerina assoluta

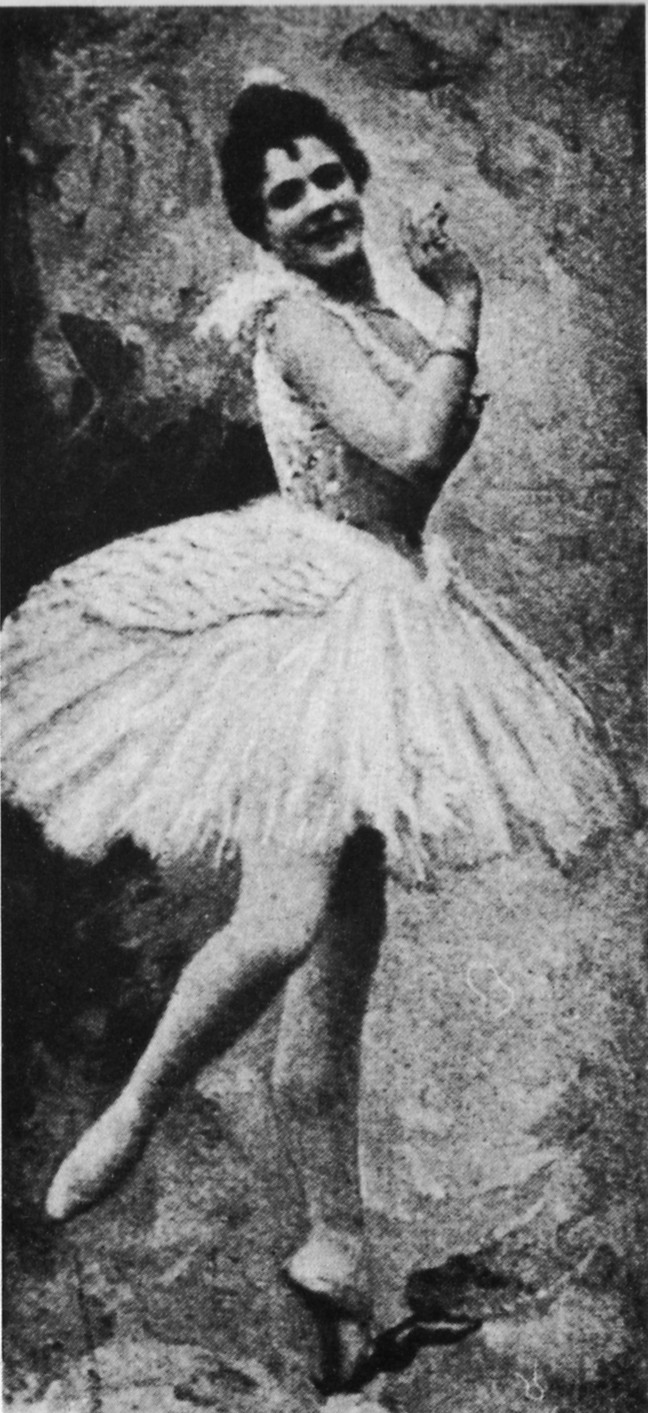
Pierina Legnani dans Le Lac des cygnes (1895)

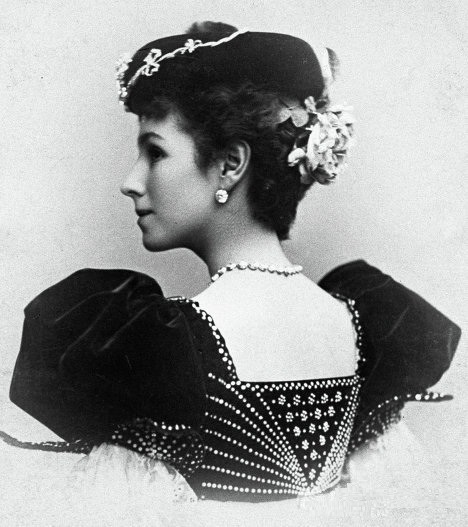
Mathilde Kschessinska dans Raymonda en 1900

Le titre de « prima ballerina assoluta » ((it) première ballerine absolue) était originellement inspiré par les maîtres du ballet italien du début du Romantisme, et désignait une ballerine considérée comme douée de talents exceptionnels, comme étant au-dessus du niveau des autres principales ballerines.

## Histoire
Ce titre fut attribué pour la première fois de manière officielle à Pierina Legnani par le maître de ballet français du Ballet impérial de Saint-Pétersbourg, Marius Petipa, en 1894. Il s'inspirait des maîtres de ballets italiens de l'époque du ballet romantique qui distinguaient des ballerines exceptionnelles. Marius Petipa considérait Pierina Legnani, qui dansa au Ballet impérial de 1893 à 1901, comme la danseuse suprême de toute l'Europe. 
La deuxième ballerine à recevoir ce titre fut Mathilde Kschessinska, elle aussi issue du Théâtre Mariinsky, mais Petipa désapprouva ce choix et y voyait l'influence des faveurs impériales (la danseuse fut la maîtresse de Nicolas II de Russie).
En URSS, il ne fut conféré qu'à deux danseuses : Galina Oulanova, puis Maïa Plissetskaïa. À l'étranger, Alicia Alonso à Cuba, Attilia Radice (1935) et Alessandra Ferri (1992) en Italie, Alicia Markova et Margot Fonteyn en Angleterre le reçoivent. La Française Yvette Chauviré l'obtient également, ainsi que la Sud-Africaine Phyllis Spira en 1984. 
Rudolf Noureev estimait que Cynthia Gregory (en) aurait été la seule ballerine des États-Unis qui pût mériter ce titre. Une autre ballerine qui n'a jamais reçu ce titre est Anna Pavlova, alors qu'elle est considérée par beaucoup comme la meilleure ballerine de tous les temps.